# Britta Becker
Britta Becker (Rüsselsheim, 11 de mayo de 1973) es una ex centrocampista alemana de hockey sobre césped.
Hizo su debut en el equipo femenino de hockey sobre césped de Alemania en 1991 y fue la más joven del equipo olímpico en 1992.  
Sus mayores éxitos internacionales sobre el terreno son los segundos puestos en los Campeonatos de Europa de 1991 y 1999 y los Juegos Olímpicos de 1992 . En el Campeonato de Europa de 1995 y el Campeonato del Mundo de 1998, ganó la medalla de bronce con el equipo alemán. Además, fue campeona de Europa de hockey sala en varias ocasiones e incluso campeona del mundo en 2003. 
En total, jugó 231 veces en la selección nacional, 209 veces en el campo y 22 veces en la sala. Poco antes de los Juegos Olímpicos de 2004 , anunció su dimisión de la selección alemana.
Se retiró en 2004, justo antes de que su equipo ganara la medalla de oro olímpica en Atenas.

## Carrera deportiva
- 1989 3.er lugar Champions Trophy (Frankfurt)
- 1990 Campeona de Europa Halle (Elmshorn)
- 1990 8.º puesto Campeonato del Mundo (Sídney)
- 1991 2.º lugar campeonato europeo de campo (Bruselas)
- 1992 Medalla de Plata Juegos Olímpicos (Barcelona)
- 1993 Campeona de Europa Halle (Londres)
- 1993 3.er lugar Champions Trophy (Amstelveen)
- 1994 4.º puesto Campeonato del Mundo (Dublín)
- 1995 3er lugar en el campo del campeonato europeo (Amstelveen)
- 1995 4. Platz Champions Trophy (Mar del Plata)
- 1996 6.º puesto en los Juegos Olímpicos (Atlanta)
- 1998 Campeón de Europa Halle (Orense)
- 1998 3.er puesto Campeonato del Mundo (Utrecht)
- 1999 2.º lugar en el campo del campeonato de Europa (Colonia)
- 2000 7.º puesto Juegos Olímpicos (Sídney)
- 2003 Campeón del Mundo Halle (Leipzig)

## Reconocimientos
En 1990 Britta Becker recibió la Insignia deportiva del estado de Hesse y en 1992 la Hoja de laurel de plata, el premio deportivo más importante de Alemania.